# (627) Caris
(627) Caris es un asteroide perteneciente al cinturón de asteroides descubierto el 4 de marzo de 1907 por August Kopff desde el observatorio de Heidelberg-Königstuhl, Alemania.
Está nombrado por Caris, un personaje de la mitología griega, esposa de Hefesto en la Ilíada.